# Urraca de Pampelune
Urraca Sánchez, morte le 23 juin 956, est la fille illégitime de Sanche Ier et Toda de Navarre,.

## Biographie
En 932, elle devient la seconde épouse de Ramire II de León. De cette union naissent deux enfants :
- Sanche Ier de León[3], surnommée « Crassus », qui succède à son frère Ordoño III de León ;
- Elvira Ramírez[3], religieuse au Monastère de San Salvador de Palat del Rey (es).

## Sépulture
La reine meurt en 956. Elle est enterrée dans la cathédrale San Salvador d'Oviedo avec d'autres membres de la royauté asturienne dans un sépulcre de pierre. L'inscription suivante est gravée sur sa tombe :
Au XVIIIe siècle, les restes de la reine sont placés au Panthéon royal de la Chapelle du roi Casto rendant impossible son identification.